# Stenia Michel
Stenia Liliane Michel (* 23. Oktober 1987 in Uster, Kanton Zürich) ist eine ehemalige Schweizer Fussballspielerin und heutige -trainerin.

## Karriere

### Vereine
Michel startete ihre Karriere als Torhüterin in der Jugend ihres Heimatvereins FC Uster und wechselte später in das Jugendinternat des FC Wetzikon. In Wetzikon spielte sie bis zum Sommer 2001 und ging in diesem Jahr in das Jugendinternat der Frauenfussballabteilung des FC Zürich. Dort gab sie aufgrund einer Verletztenserie bereits im Alter von 14 Jahren ihr Debüt in der Nationalliga A für die FC Zürich Frauen. Am 15. August 2013 unterschrieb sie einen Zweijahresvertrag mit dem deutschen Bundesligisten FF USV Jena. Im April 2016 gab sie bekannt, ihren auslaufenden Vertrag bei Jena nicht zu verlängern. Am 17. Mai 2016 unterschrieb sie beim FC Basel, wo sie gemeinsam mit Ria Percival spielte. Nach zwei Jahren als Mannschaftscaptain beim FC Basel beendete sie ihre aktive Karriere als Spielerin.

### Nationalmannschaften
Am 3. April 2013 wurde die damals 25-Jährige erstmals in die Schweizer Fussballnationalmannschaft der Frauen berufen. Michel nahm zudem 2006 für die U-20 der Schweiz an der U-20-Weltmeisterschaft in Russland teil. Im September 2017, kurz nach der EM 2017, trat sie aus der Nationalmannschaft aus.

### Als Trainerin
Seit dem 31. Juli 2018 ist Michel Torhütertrainerin der Frauen-Fussball-Abteilung des Grasshopper Club Zürich und trainiert zudem seit Februar 2019 die U-15 des Grasshoppers.

## Erfolge
- Schweizer Meister Nationalliga A (5)): 2008, 2009, 2010, 2011, 2012 2013
- Schweizer Cup (3): 2007, 2012, 2013